# Carlo Hemmerling
 (juillet 2024).
Carlo Hemmerling, né le 9 novembre 1903 à Vevey et mort le 3 octobre 1967 à Cully, est un musicien, compositeur et chef de chœur vaudois.

## Biographie
Carlo Hemmerling fait ses études musicales au Conservatoire de Lausanne auprès d'Alexandre Denéréaz et R. Gayrhos, puis à l'École normale de Paris, où il travaille avec Paul Dukas.
Excellent organiste et improvisateur, Hemmerling se fait cependant d'abord un nom comme chef de chœur. Il est rapidement reconnu et nommé à la tête de l'Union chorale de Vevey, ensemble avec lequel il crée une grande partie de ses œuvres, et présente de nombreux concerts avec orchestre d'une haute tenue artistique. Directeur de la Chorale de Bienne puis chef de l'Union chorale de Lausanne, il dirige également le Chœur de dames du Conservatoire de Lausanne et le Chœur universitaire. En 1957, il prend la direction du Conservatoire de Lausanne et, dès 1960, préside aux destinées de la SUISA (Société suisse pour les droits des auteurs d’œuvres musicales). Il préside également la Société cantonale des chanteurs vaudois, et est un membre très actif et apprécié de la commission de musique de la Société fédérale de chant ainsi que du Conseil du Conservatoire de Lausanne.
Compositeur fécond, il laisse notamment une symphonie, une suite pour violon et orchestre, une suite culliéranne pour orchestre à cordes, deux quatuors à cordes, une sonate pour violon et piano, six variations sur le Vivat ainsi que de nombreuses musiques de films (Santorin, Richesse de la Terre, Une Œuvre, Un peuple, Manouche, Les trois cloches) et de scène (La Voile de feu, Polyphème, Il ne faut jurer de rien, Le Galant Barbe-Bleue, Via Mala). Mais c'est surtout dans le domaine choral que Carlo Hemmerling excelle. Parmi les chœurs a cappella, citons le très célèbre O petit pays sur un texte de Gonzague de Reynold, puis encore Don Quichotte et Sancho Pança, pour quatre voix mixtes a cappella, imposé au concours de Montreux en 1950, Une maison, Mie guillerette, En marchant au pas, La chasse est ouverte et Le bon syndic. Citons encore trois grandes œuvres de circonstance, conçues pour solistes, chœur et orchestre: Rives bleues (Nyon, 1947), Le Chant des Noces (Lausanne, 1953) et La Fête des Vignerons (Vevey, 1955). Le livret et les poèmes de ces trois solides fresques chorales, dédiées au pays de Vaud et à ses traditions vigneronnes et campagnardes, ont tous trois été écrits par Géo-Henri Blanc, Veveysan lui aussi.
Carlo Hemmerling meurt le 3 octobre 1967, dans sa demeure de Cully. Un fonds Carlo Hemmerling a été créé à la Bibliothèque cantonale et universitaire de Lausanne.

## Sources
- « Carlo Hemmerling », sur la base de données des personnalités vaudoises sur la plateforme « Patrinum » de la Bibliothèque cantonale et universitaire de Lausanne.
- Jean-Louis Matthey, « Carlo Hemmerling » dans le Dictionnaire historique de la Suisse en ligne.
- 24 Heures, 2003/06/18, p. 16 & 2003/03/22-23, p. 13
- 24 Heures, 2009/01/19, p. 38
- Feuille d'avis de Lausanne, 1967/10/03, p. 15
- Scherrer, Antonin, Conservatoire de Lausanne 1861-2011 : 150 ans, Gollion, Infolio, 2011